# 樺細工

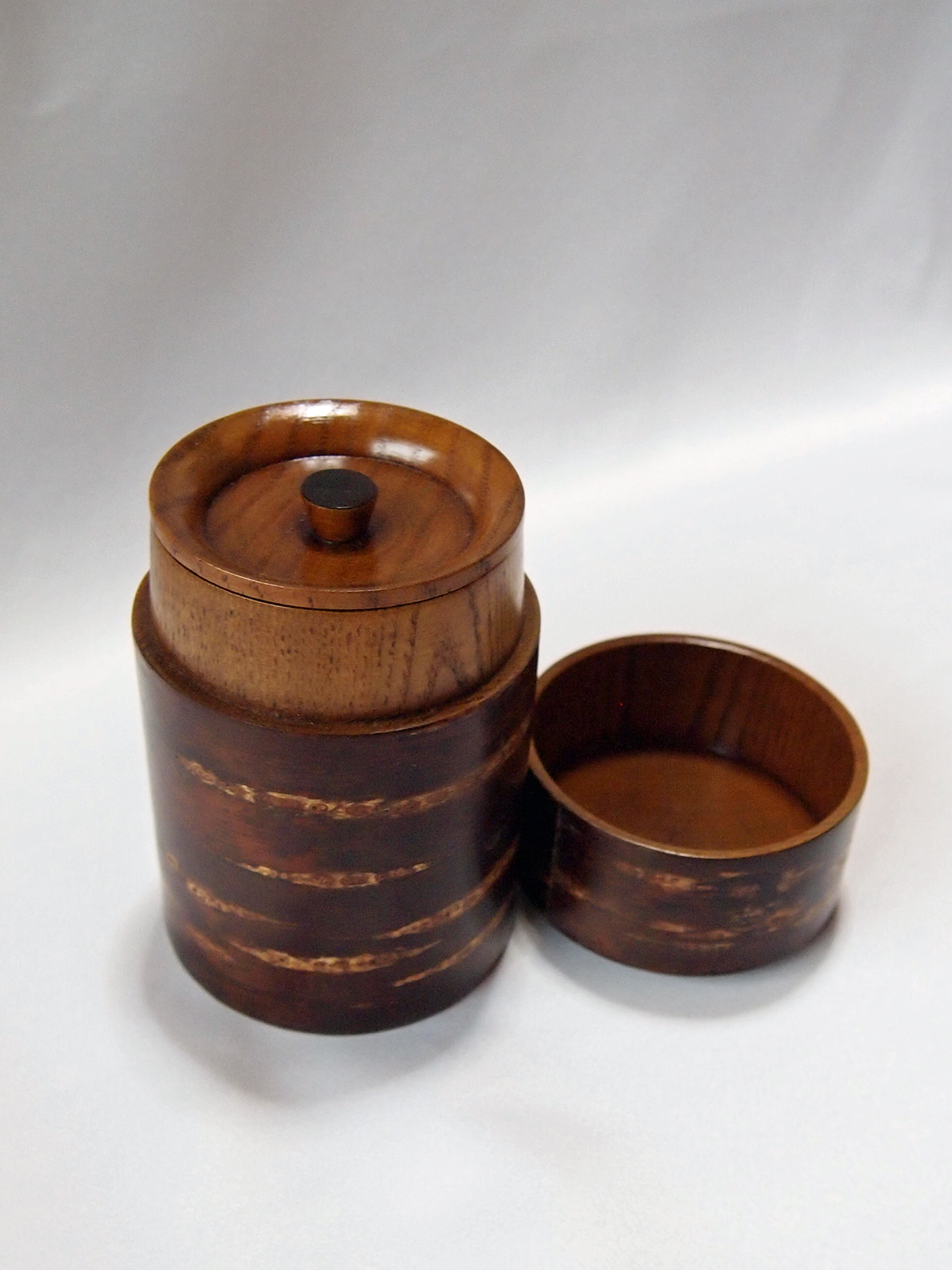
樺細工の茶筒。

樺細工（かばざいく）は日本の伝統的な木工工芸品。桜の樹皮を利用して作られるものであり、茶筒や小箱、煙草入れなどに利用される。樺細工という名前であるが、樺類が利用されることはない。

## 由来
命名の由来は諸説あり、定説があるわけではない。古代にはヤマザクラを樺や樺桜と呼ばれるようなことがあったためという説や、樺の名前は家を建てるための木材である白樺からきており、樺は実際の工芸ではなく職人の種類を示すために使われていると言う説が有る。また、エゾヤマザクラを意味する、アイヌ語「カリンパ」が由来との説もある。
秋田の角館の佐竹北家によって秋田県北部の阿仁地方から角館に技法が伝えられたとされ、藩政時代は下級武士の副収入源となっていた。18世紀末から始まっており、伝統は200年を超えるとされる。これが、地域の職人の工房を通じて現代まで伝わっている。武士の町であった角館工芸協同組合の美術館は樺細工の工芸品を展示しており、訪問者のために常設展示している。
1976（昭和51）年に経済産業大臣指定伝統的工芸品に指定された。

## 工法

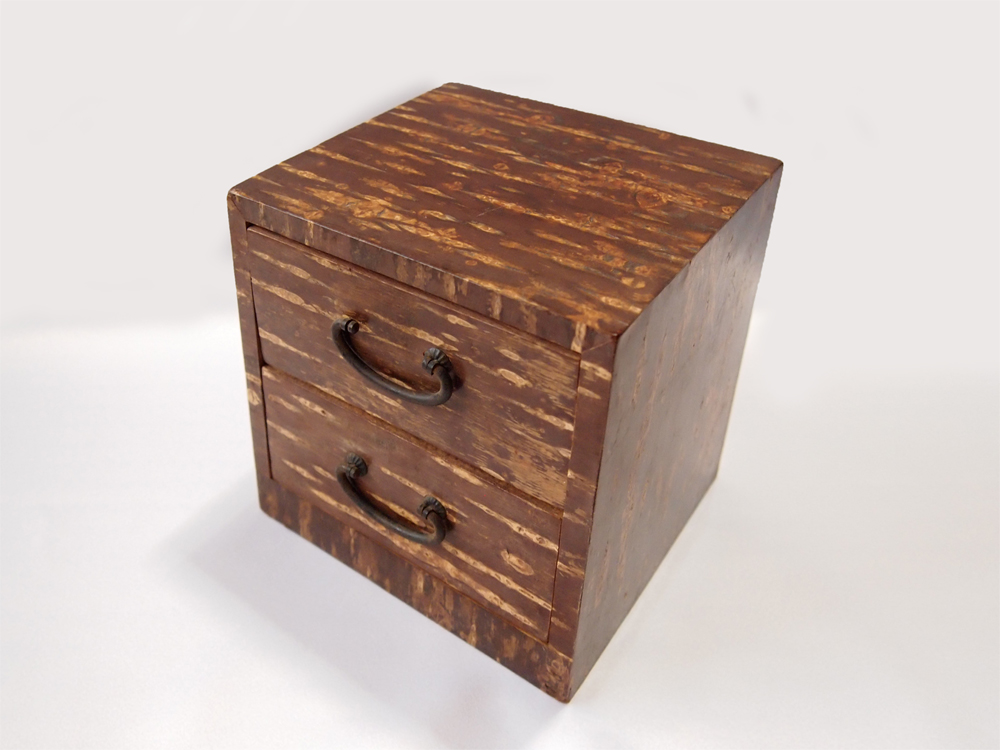
樺細工の引き出し。

表面に光沢と特徴的な樺のそれに似た水平方向の皮目がある若い樹皮を用いる。生長につれ皮目が潰れてツヤも失われる上に、表面が風化して崩れてくるため素材にならない。従って若い幹か枝しか使えず、採れる皮の面積に限界がある。
主に型ものと木地ものの2種類がある。桜の皮は剥ぎ取られた後、乾燥された後に汚れを落として、小型の滑らかで均一になるように処理される。型ものの場合、仕上げたい型に桜皮をあわせ、膠で貼り付けて固めた後に中に入れていた型を取り外して作られる。木地ものは利用する形に切られた木に、膠を使って再度加工した桜の皮が貼り付けられる。貼り付け工程では火で熱せられた小さな金ゴテが使われる。すべての面で別々の形の樹皮が必要とされるため、非常に手間のかかる作業である。
現在では特定の用途だけではなく様々なものに対して使われており、時には大型の木工アートワークとして利用される。時計、小箱、筆、刀の鞘などが生産されている。

## 利用
伝統的な樺細工は一般的に小さなものが多く、印籠や胴乱といったものに使われることが多かった。現在では茶筒や煙草入れなどに使われており、樺細工にはこれらの乾燥した物の湿度を一定に保ち、外部からの変化から守る特徴がある。色は元となる樹皮や膠により、一般的に暗い赤色をしている。

## 註
1. ↑  “公共文化施設：仙北市立角館樺細工伝承館”. 仙北市. 2012年1月18日閲覧。
2. 1 2  “樺細工”. 全国伝統工芸品センター. 2012年1月18日閲覧。
3. ↑  “樺細工”. 伝統工芸 青山スクエア.   一般財団法人 伝統的工芸品産業振興協会. 2023年1月29日閲覧。